# برايان تومسون (مصمم الإنتاج)
برايان تومسون (بالإنجليزية: Brian Thomson)‏ هو مصمم الإنتاج أسترالي، ولد في 5 يناير 1946 في سيدني في أستراليا.

## وصلات خارجية
- برايان تومسون على موقع IMDb (الإنجليزية)
- برايان تومسون على موقع قاعدة بيانات برودواي على الإنترنت (الإنجليزية)